# Maï Farouk
 (juin 2023).
Pour les articles homonymes, voir Farouk.
Maï Farouk est une chanteuse égyptienne née au Caire le 9 septembre 1982

## Biographie
Maï Farouk est une chanteuse classique, interprète notamment des œuvres de Oum Kalthoum, tel Inta Omri.

## Représentations
- National Arab Orchestra[1]
- Philarmonie de Paris[2]

## Source
- (ar) Cet article est partiellement ou en totalité issu de l’article de Wikipédia en arabe intitulé « مي فاروق » (voir la liste des auteurs).